# Saison 2014 de l'équipe cycliste Kolss

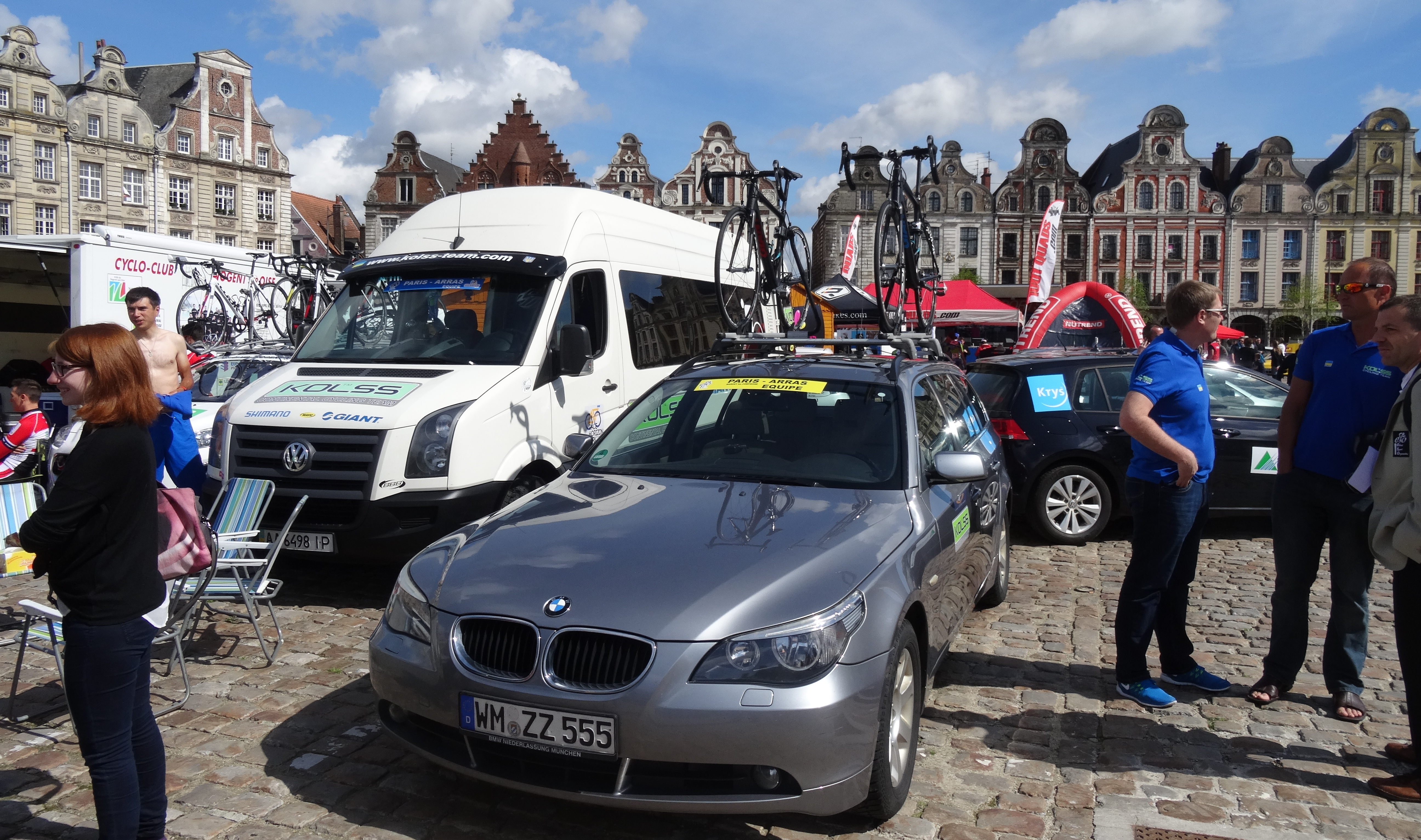
La voiture et la camionnette de l'équipe lors de la 3e étape du Paris-Arras Tour 2014 à Arras.

La saison 2014 de l'équipe cycliste Kolss est la cinquième de cette équipe.

## Préparation de la saison 2014

### Arrivées et départs
| Arrivées           | Équipe 2013           |
| ------------------ | --------------------- |
| Oleksandr Polivoda | Atlas Personal-Jakroo |

| Départs              | Équipe 2014            |
| -------------------- | ---------------------- |
| Oleksandr Grygorenko | Amore & Vita-Selle SMP |
| Valery Kobzarenko    |                        |
| Mykhaylo Radionov    |                        |

## Coureurs et encadrement technique

### Effectif

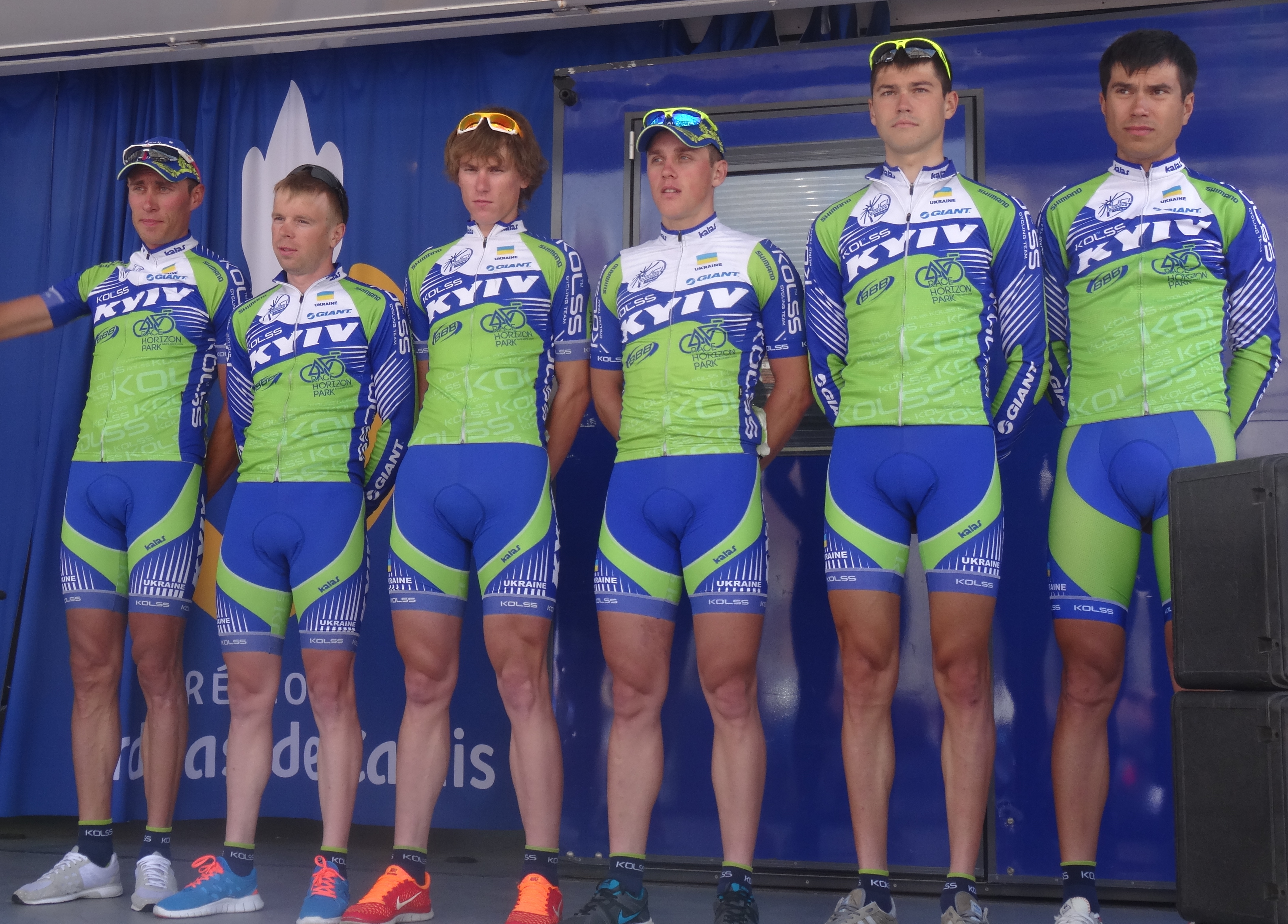
Oleksandr Kvachuk, Oleksandr Prevar, Oleksandr Golovash, Andriy Kulyk, Andrii Bratashchuk et Oleksandr Polivoda lors du départ de la troisième étape du Paris-Arras Tour 2014 à Arras.

Treize coureurs constituent initialement l'effectif 2014 de l'équipe Kolss. Volodymyr Zagorodny quitte l'équipe le 16 mai, Volodymyr Gomeniuk le 25 juillet, tandis qu'Oleksiy Kasyanov, Andriy Khripta et Mykyta Skorenko la rejoignent le 5 juin et Mykhaylo Polikarpov le 26 juillet. Vasyl Malynivskyi y entre comme stagiaire le 1er août.
| Cycliste            | Date de naissance | Nationalité | Équipe 2013           |
| ------------------- | ----------------- | ----------- | --------------------- |
| Andrii Bratashchuk  | 8 avril 1992      | Ukraine     | Kolss                 |
| Vitaliy Buts        | 24 octobre 1986   | Ukraine     | Kolss                 |
| Volodymyr Gomeniuk  | 3 janvier 1985    | Ukraine     | Kolss                 |
| Oleksandr Golovash  | 21 septembre 1991 | Ukraine     | Kolss                 |
| Oleksiy Kasyanov    | 22 février 1992   | Ukraine     |                       |
| Andriy Khripta      | 29 novembre 1986  | Ukraine     | Kolss                 |
| Mykhailo Kononenko  | 30 octobre 1987   | Ukraine     | Kolss                 |
| Denys Kostyuk       | 13 mai 1982       | Ukraine     | Kolss                 |
| Dmytro Krivtsov     | 3 avril 1985      | Ukraine     | ISD Continental       |
| Andriy Kulyk        | 30 août 1988      | Ukraine     | Kolss                 |
| Oleksandr Kvachuk   | 23 juillet 1983   | Ukraine     | Kolss                 |
| Sergiy Lagkuti      | 24 avril 1985     | Ukraine     | Kolss                 |
| Mykhaylo Polikarpov | 18 novembre 1992  | Ukraine     |                       |
| Oleksandr Polivoda  | 31 mars 1987      | Ukraine     | Atlas Personal-Jakroo |
| Oleksandr Prevar    | 28 juin 1990      | Ukraine     | Kolss                 |
| Mykyta Skorenko     | 28 juin 1993      | Ukraine     |                       |
| Andriy Vasylyuk     | 29 août 1987      | Ukraine     | Kolss                 |
| Volodymyr Zagorodny | 27 juin 1981      | Ukraine     | Kolss                 |
| Stagiaire           | Date de naissance | Nationalité | Équipe 2014           |
| Vasyl Malynivskyi   | 21 novembre 1992  | Ukraine     |                       |

Portraits
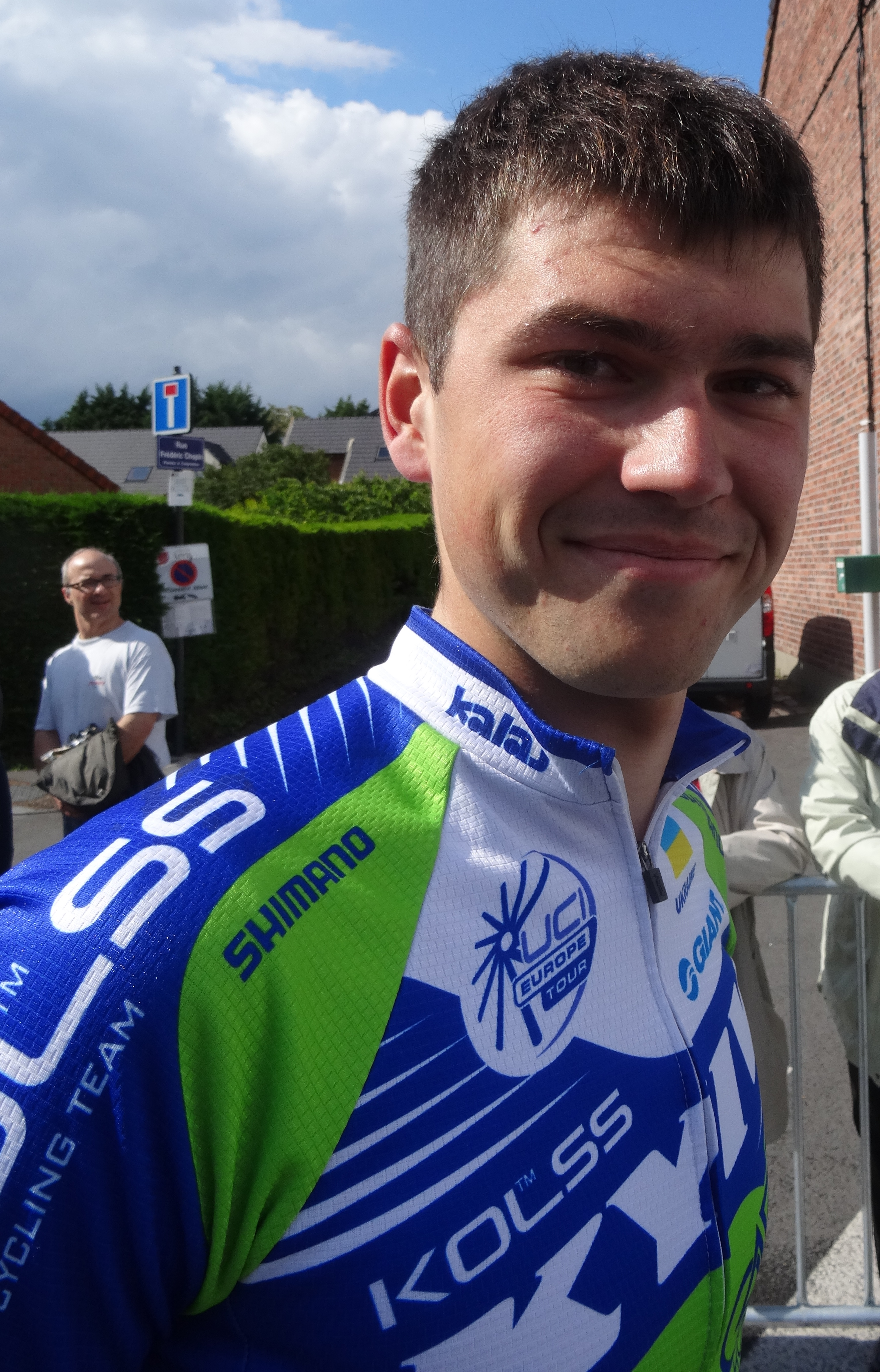
Andrii Bratashchuk.
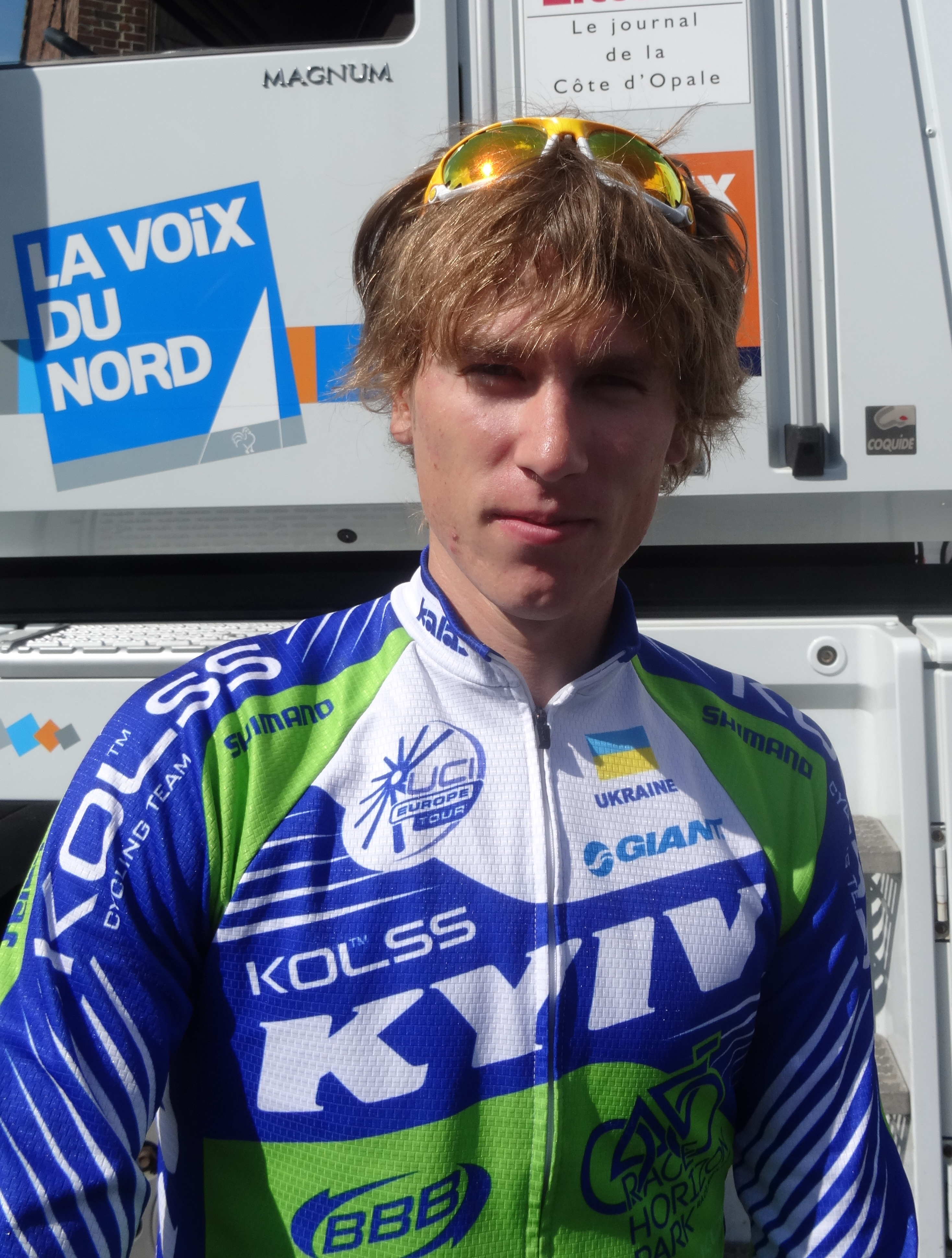
Oleksandr Golovash.
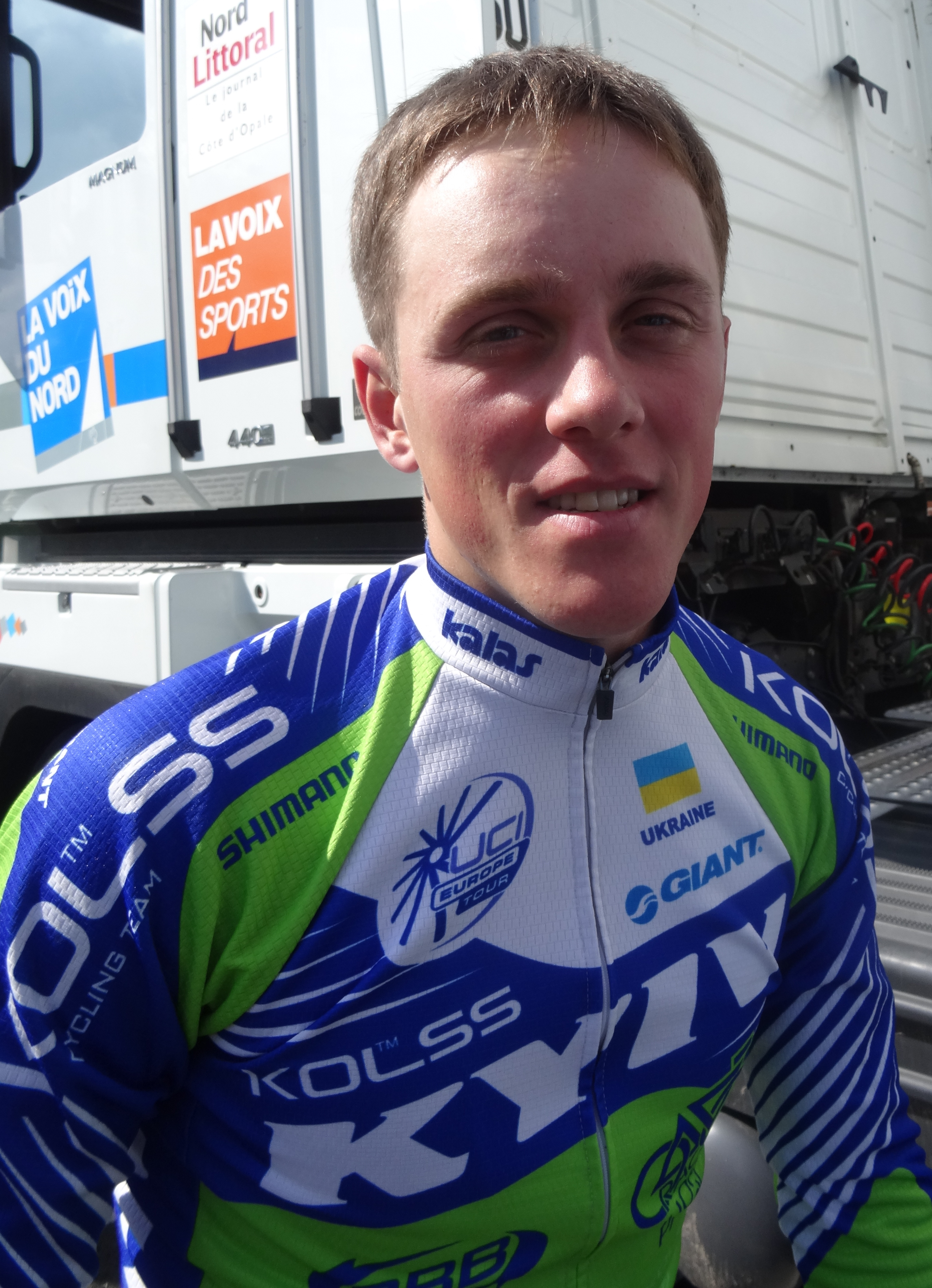
Andriy Kulyk.
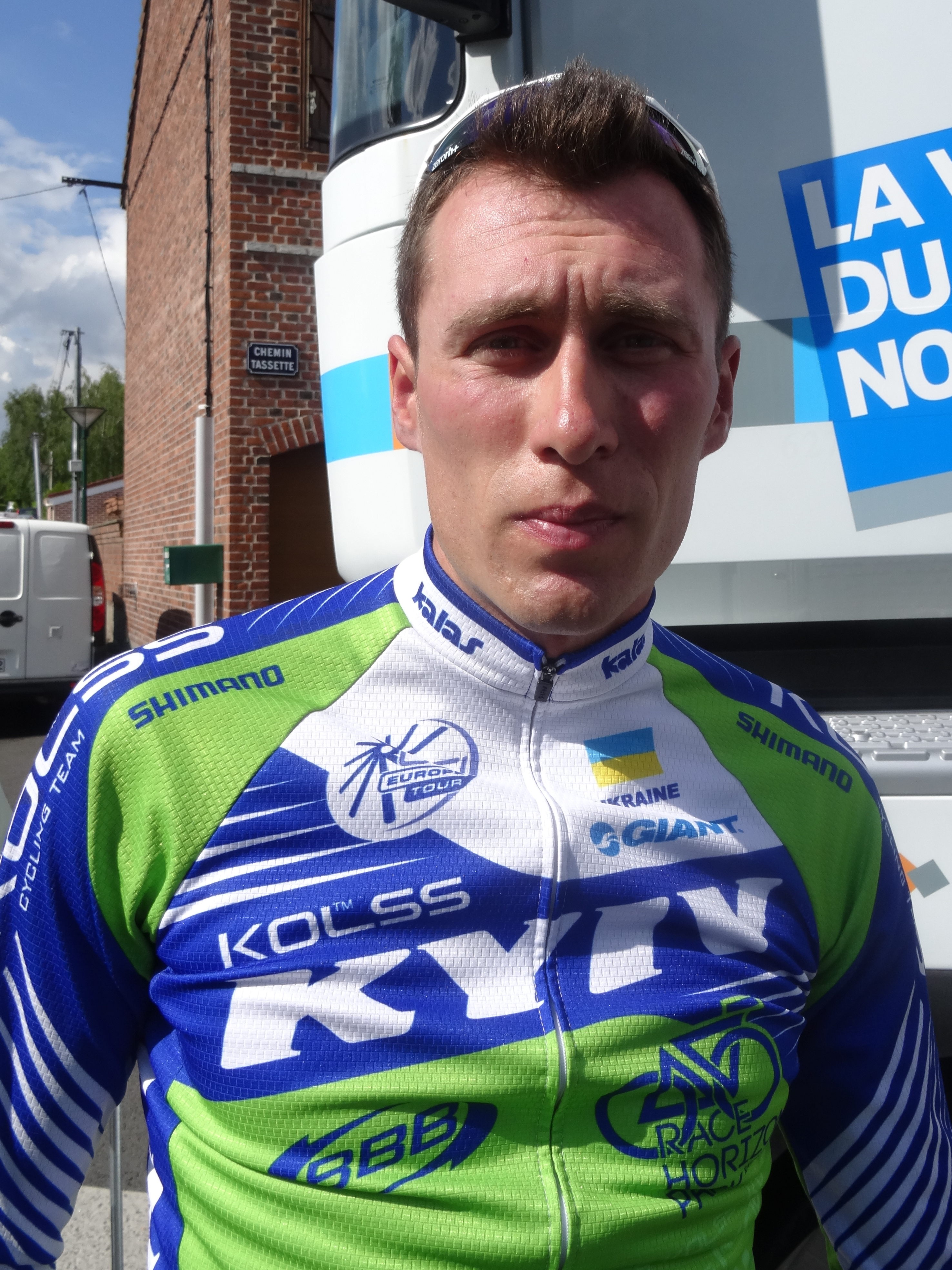
Oleksandr Kvachuk.
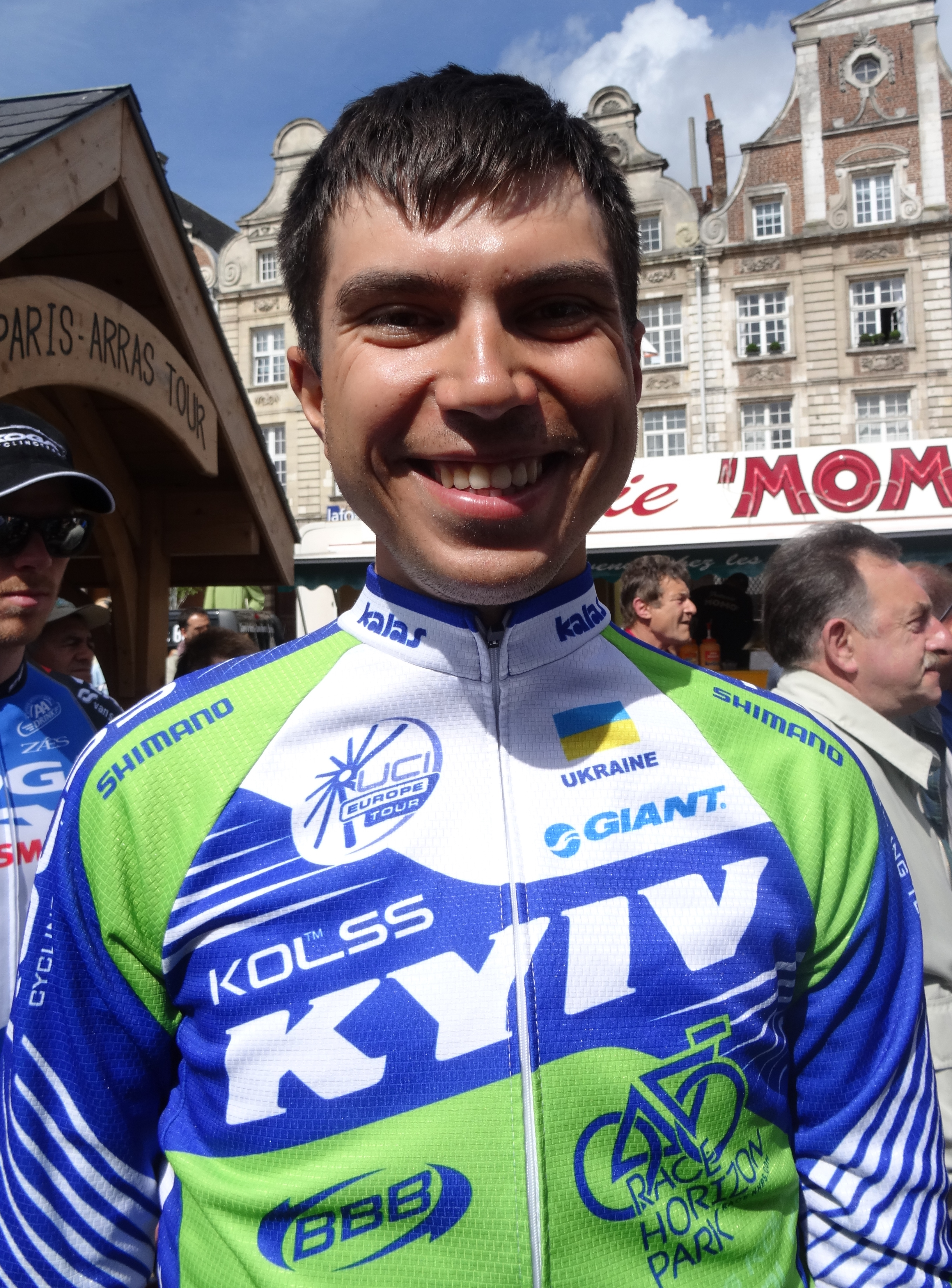
Oleksandr Polivoda.
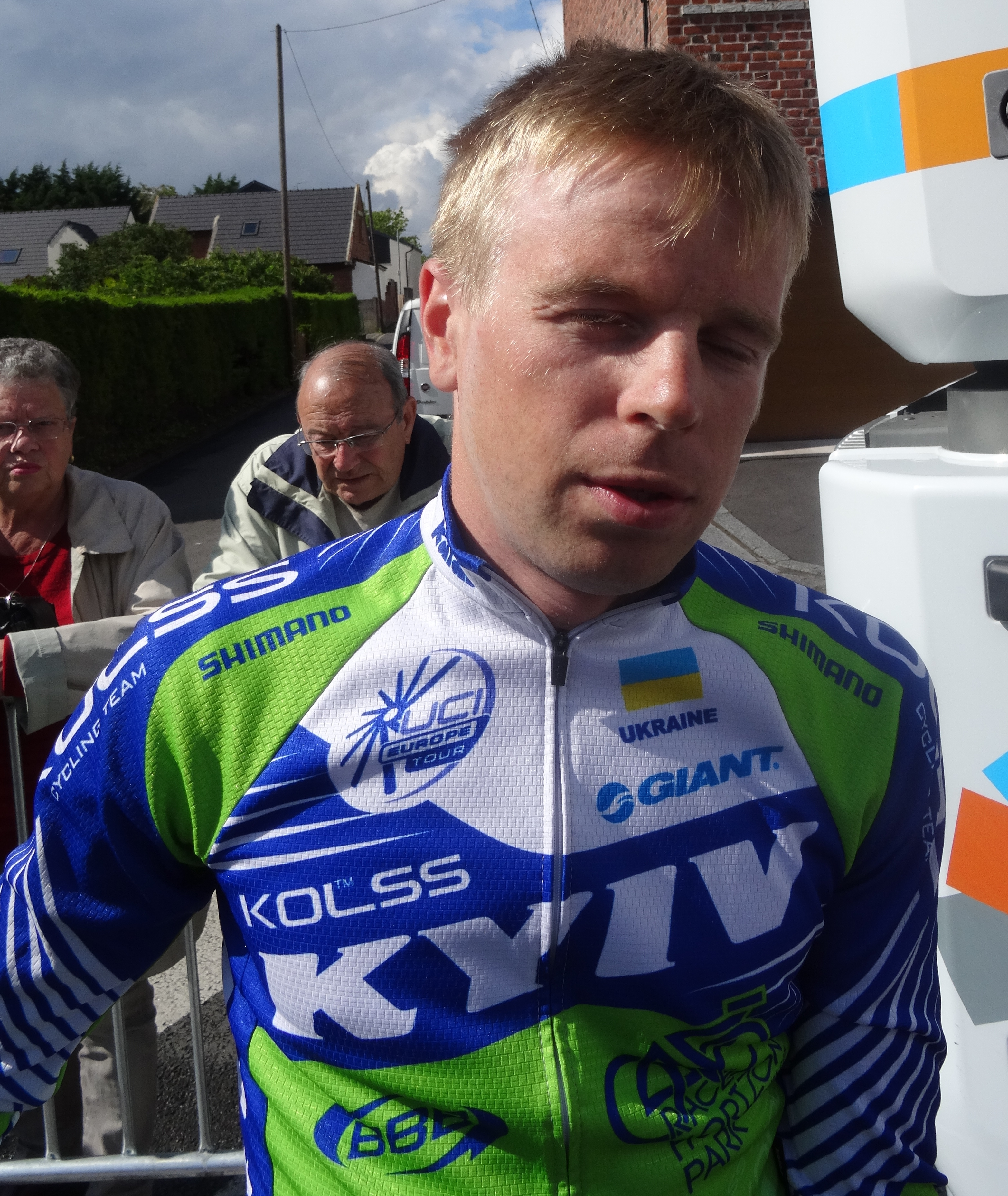
Oleksandr Prevar.

## Bilan de la saison

### Victoires

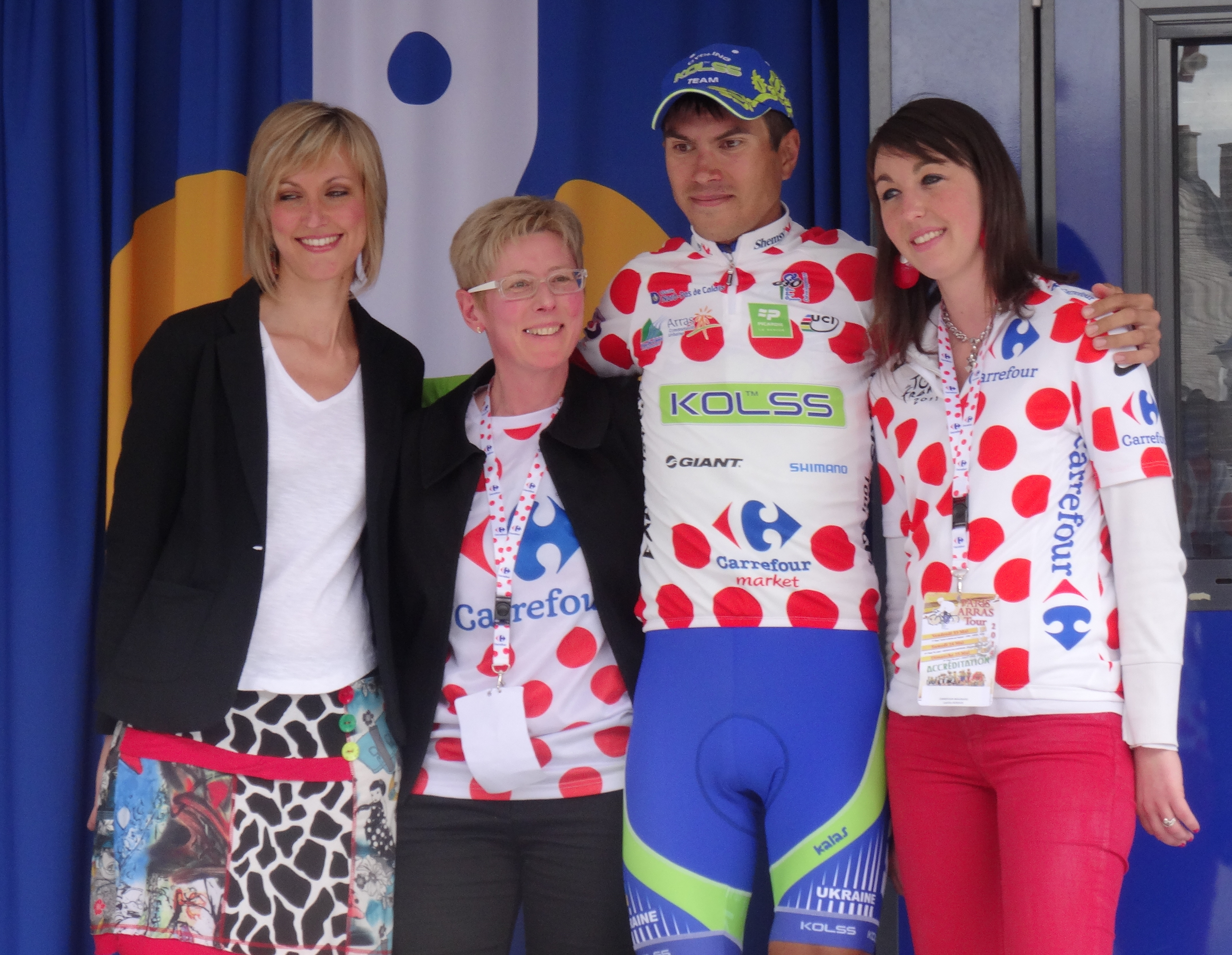
Oleksandr Polivoda, vainqueur du classement de la montagne lors du Paris-Arras Tour 2014.

En plus de ces victoires, Oleksandr Polivoda a remporté le classement de la montagne lors du Paris-Arras Tour en France.
| Date       | Course                                    | Pays      | Classe | Vainqueur          |
| ---------- | ----------------------------------------- | --------- | ------ | ------------------ |
| 05/04/2014 | 5e étape du Grand Prix de Sotchi          | Russie    | 2.2    | Vitaliy Buts       |
| 30/05/2014 | Race Horizon Park 1                       | Ukraine   | 1.2    | Vitaliy Buts       |
| 31/05/2014 | Race Horizon Park 2                       | Ukraine   | 1.2    | Mykhailo Kononenko |
| 01/06/2014 | Race Horizon Park 3                       | Ukraine   | 1.2    | Denys Kostyuk      |
| 04/06/2014 | 2e étape du Tour de Slovaquie             | Slovaquie | 2.2    | Oleksandr Polivoda |
| 07/06/2014 | 5e étape du Tour de Slovaquie             | Slovaquie | 2.2    | Andriy Kulyk       |
| 07/06/2014 | Classement général du Tour de Slovaquie   | Slovaquie | 2.2    | Oleksandr Polivoda |
| 27/06/2014 | Championnat d'Ukraine du contre-la-montre | Ukraine   | CN     | Andriy Vasylyuk    |
| 29/06/2014 | Championnat d'Ukraine sur route           | Ukraine   | CN     | Vitaliy Buts       |
| 06/07/2014 | 1re étape du Tour du lac Qinghai          | Chine     | 2.HC   | Oleksandr Polivoda |
| 08/07/2014 | 3e étape du Tour du lac Qinghai           | Chine     | 2.HC   | Mykhailo Kononenko |
| 13/07/2014 | 8e étape du Tour du lac Qinghai           | Chine     | 2.HC   | Sergiy Lagkuti     |
| 07/08/2014 | 1re étape du Tour de Szeklerland          | Roumanie  | 2.2    | Oleksandr Golovash |
| 20/08/2014 | 1re étape du Baltic Chain Tour            | Lituanie  | 2.2    | Mykhailo Kononenko |
| 22/08/2014 | 3e étape du Baltic Chain Tour             | Estonie   | 2.2    | Mykhailo Kononenko |
| 02/09/2014 | 4e étape du Tour de Chine I               | Chine     | 2.1    | Vitaliy Buts       |

### Classements UCI

#### UCI Asia Tour
L'équipe Kolss termine à la 5e place de l'Asia Tour avec 513 points. Ce total est obtenu par l'addition des points des huit meilleurs coureurs de l'équipe au classement individuel,.
| Rang | Coureur            | Points |
| ---- | ------------------ | ------ |
| 12   | Mykhailo Kononenko | 170    |
| 20   | Oleksandr Polivoda | 129    |
| 21   | Vitaliy Buts       | 125    |
| 135  | Andriy Kulyk       | 29     |
| 169  | Sergiy Lagkuti     | 20     |
| 199  | Andriy Khripta     | 16     |
| 205  | Oleksandr Kvachuk  | 15     |
| 291  | Oleksandr Prevar   | 9      |
| 352  | Andriy Vasylyuk    | 6      |
| 416  | Dmytro Krivtsov    | 3      |

#### UCI Europe Tour
L'équipe Kolss termine à la 15e place de l'Europe Tour avec 744 points. Ce total est obtenu par l'addition des points des huit meilleurs coureurs de l'équipe au classement individuel,.
| Rang | Coureur            | Points |
| ---- | ------------------ | ------ |
| 14   | Vitaliy Buts       | 274    |
| 86   | Oleksandr Polivoda | 129,25 |
| 105  | Mykhailo Kononenko | 111    |
| 190  | Denys Kostyuk      | 70     |
| 261  | Dmytro Krivtsov    | 51,25  |
| 269  | Andriy Kulyk       | 50,25  |
| 381  | Sergiy Lagkuti     | 35     |
| 480  | Oleksandr Prevar   | 23,25  |
| 519  | Oleksandr Kvachuk  | 19,25  |
| 520  | Andriy Vasylyuk    | 19     |
| 636  | Oleksandr Golovash | 13,25  |
| 664  | Andriy Khripta     | 12     |